# Фонтен (Вандеја)
Фонтен (фр. Fontaines) насеље је и општина у западној Француској у региону Лоара, у департману Вандеја која припада префектури Фонтне ле Конте.
По подацима из 2011. године у општини је живело 807 становника, а густина насељености је износила 76,42 становника/km². Општина се простире на површини од 10,56 km². Налази се на средњој надморској висини од 8 метара (максималној 28 m, а минималној 0 m).

## Демографија
| 1962. | 1968. | 1975. | 1982. | 1990. | 1999. | 2011. |
| ----- | ----- | ----- | ----- | ----- | ----- | ----- |
| 596   | 650   | 695   | 808   | 856   | 870   | 807   |

График промене броја становника у току последњих година